# Relativizam
Relativizam je filozofsko shvaćanje kako ništa ne vrijedi apsolutno i nužno, nego tek u odnosu prema nečemu drugom. Temelje relativizma postavio je grčki filozof Protagora, koji je živio u 5. stoljeću prije Krista.
Relativizam ne priznaje nikakve apsolutne principe, niti mogućnosti da spoznaja dođe do apsolutne istine. Ako se govori o užem području, govorimo o spoznajnom, moralnom, estetskom, naučnom, pravnom, religioznom, političkom itd. relativizmu. Krajnji relativizam vodi u skepticizam, koji negira svaku istinitu spoznaju. Niječe se postojanje nečega što vrijedi apsolutno: istina, dobrota, vrednota, pravednost, ljepota, itd. i tvrdi se da svi naši sudovi ovise o subjektu i o različitim uvjetima.
Relativizam se ujedno pokazuje kao filozofski temelj demokracije, koja počiva na tome da nitko ne smije zahtijevati kako upravo on poznaje pravi put; demokracija živi od toga što svi putevi priznaju jedan drugoga kao ulomke pokušaja prema boljemu te u dijalogu traže ono što im je zajedničko.
Glavni protivnici relativizma su vjerske zajednice, koje temelje svoj nauk na apsolutnim nepromjenjivim vrednotama.
Relativizam - pitanje izvora spoznaje; smatra da osjetila ne daju prave spoznaje